# Sphaeralcea gierischii
Sphaeralcea gierischii är en malvaväxtart som beskrevs av N.Duane Atwood och S.L.Welsh. Sphaeralcea gierischii ingår i släktet klotmalvor, och familjen malvaväxter. Inga underarter finns listade i Catalogue of Life.

## Bildgalleri

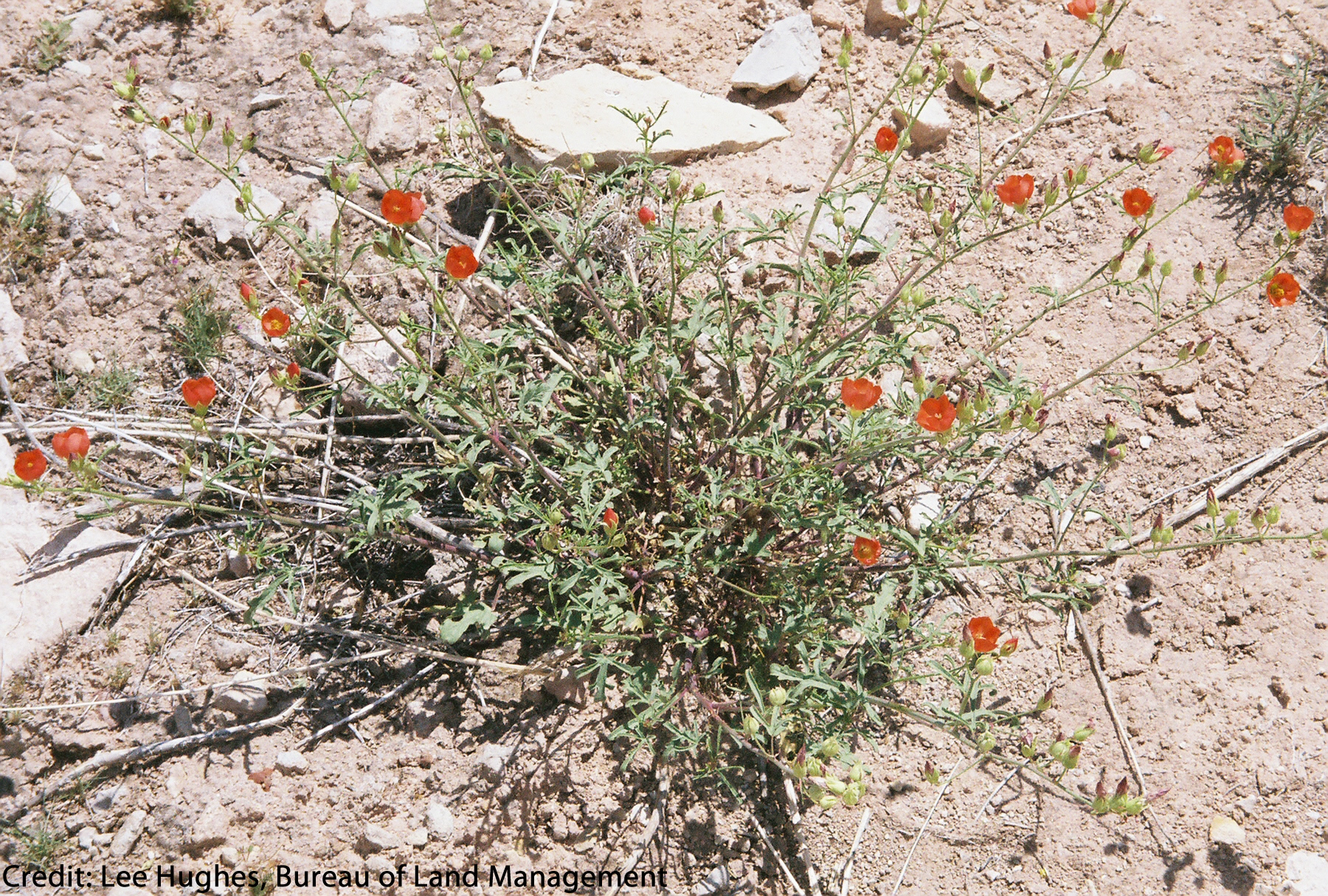
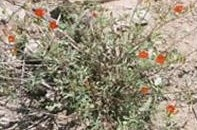